# عصية زوجية ترابية
عصية زوجية ترابية (الاسم العلمي: Dyadobacter soli) هي نوع من البكتيريا، سلبية الغرام، تتبع جنس عصية زوجية.